# Famille von Troschke
La famille von Troschke est le nom d'une ancienne famille noble prussienne.

## Histoire
La famille von Troschke est une famille primitive qui avait ses origines dans la région frontalière de la Silésie-Nouvelle-Marche et s'étend ensuite à la Poméranie. Le premier représentant mentionné dans un document le 26. juin 1311 est Johann Droske. La lignée débute en 1442 avec un von Troschke, qui meurt vers 1480 et possède des parts dans les domaines de Schwarmitz, Langmeil et Trebschen. La forme du nom dans les documents alterne entre Droske, Druskow, Troske, Droschke, Truschke Troczka et Troschke.

### Élévations
Lignée de Schwarmitz-Trebschen, branche de Koppen : baron impérial  en tant que von Rosenwerth avec bien-né et union des armoiries avec celles de son beau-père Johann Friedrich baron Brecher von Rosenwerth pour le chambellan saxo-polonais Sigmund Friedrich von Troschke sur Koppen le 7 juillet 1716 ; extension de la baronnie prussienne en tant que baron von Troschke und Rosenwerth le 1er mars 1717 pour le même.
Lignée de Langmeil : renouvellement baronnial prussien le 18 mars 1797 pour les enfants de Gotthilf von Troschke, sur Daube, et pour Ernst Friedrich von Troschke (de), major général prussien, sur Tammendorf et Klebow. Les membres de la branche de Trebschen de la lignée Schwarmitz-Trebschen détiennent le titre de baron sans contestation pendant plus de 200 ans, sans se voir accorder une augmentation de statut.

## Blason
En rouge, un croissant d'argent balayé vers le haut (plus tard aperçu) surmonté d'une flèche d'argent dressée. Sur le casque avec des lambrequins rouges et argentées , une aile d'aigle inscrite comme le bouclier.

## Personnalités
- Christoph von Troschke (de) (1603–1655), chancelier de Prusse
- Karl Ludwig von Troschke (de) (1718-1801), lieutenant général prussien
- Ernst Gotthilf von Troschke (de) (1724-1786), colonel prussien et chevalier de la Pour le Mérite
- Ernst Friedrich von Troschke (de) (1741–1809), général de division prussien[3]
- Ernst Maximilian von Troschke (1780–1847), lieutenant général prussien[3]
- Theodor von Troschke (1810-1876), lieutenant général prussien[3] et écrivain militaire
- Ernst von Troschke (1832-1915), général de cavalerie prussien[3]
- Ernst von Troschke (de) (1859-1922), administrateur de l'arrondissement d'Anklam (1894-1908)
- Max von Troschke (1859-1936), lieutenant général prussien[3]
- Maximilian von Troschke (de) (1864-1942), administrateur de l'arrondissement de Trèves (1894-1920)[4]
- Paul von Troschke (1874-1944), colonel, écrivain militaire[3]
- Harald von Troschke (1924-2009), journaliste radio, fondateur des archives du même nom à l'université européenne Viadrina, fils de Paul von Troschke
- Asmus Joachim Hans von Troschke (1908–1980)[5], historien de l'art, premier membre du NSDAP (numéro de membre 555575), SA et SS. Chef du camp de concentration d'Auschwitz, impliqué plus tard dans le vol d'œuvres d'art en tant qu'employé de Kajetan Mühlmann .
- Jürgen von Troschke (de), (1941-2019), sociologue médical, pseudonyme : Joschka Knopfauge[6]